# Charles Amadeus, Duce de Nemours
Charles-Amédée de Savoia sau Charles Amadeus de Savoia (franceză Charles-Amédée de Savoie; 12 aprilie 1624 – 30 iulie 1652) a fost lider militar francez și Duce de Nemours. A fost tatăl penultimei Ducese de Savoia și a reginei Portugaliei.